# Calliostoma adelae
Calliostoma adelae är en snäckart som beskrevs av Jeanne Sanderson Schwengel 1951. Calliostoma adelae ingår i släktet Calliostoma och familjen Calliostomatidae. Inga underarter finns listade i Catalogue of Life.

## Bildgalleri

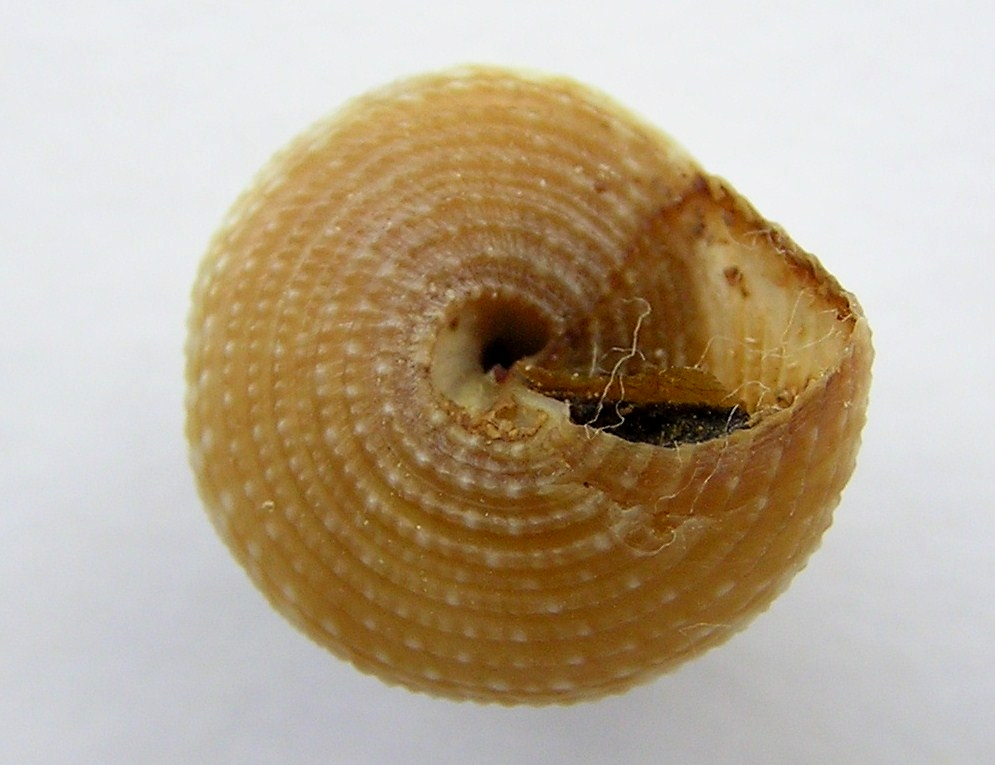
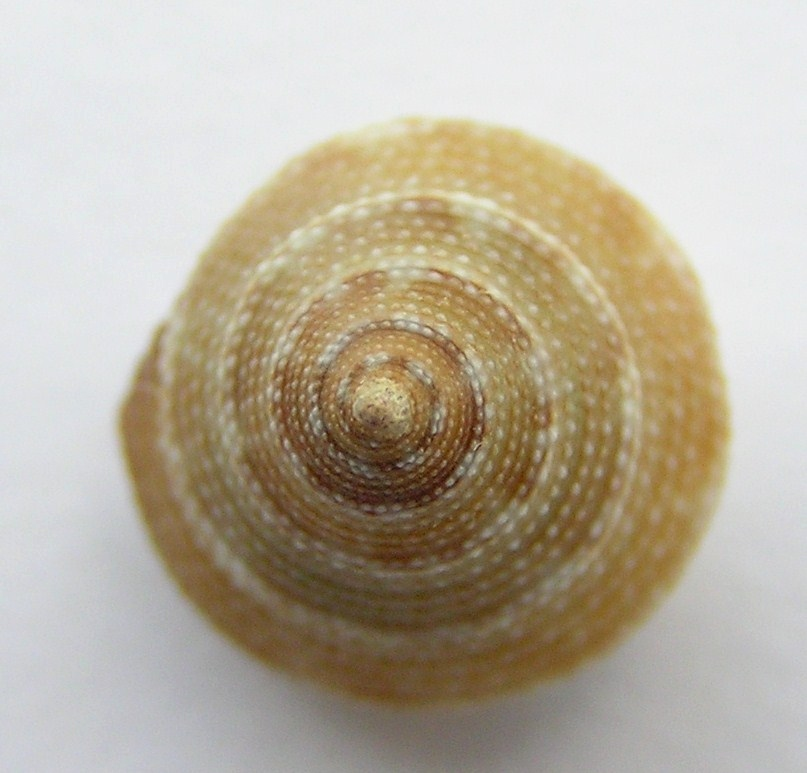